# Краткая история пэйнтбола в Москве
«Краткая история пэйнтбола в Москве» — рассказ современного российского писателя Виктора Пелевина. Переведён на английский язык и издан в сборнике «50 писателей: Антологии русских рассказов XX века» в 2011 году.

## Издания
- Журнал Playboy (российское издание), № 12 (с. 126—139), 1997 – первая публикация
- Сборник «Relics. Раннее и неизданное», 2005 г.
- Сборник «Все рассказы», 2005 г.
- Антология «50 Writers: An Anthology of 20th Century Russian Short Stories», 2011 г.

## Содержание
Достаточно типичный для раннего Пелевина рассказ о преступниках, появившихся после перестройки. Главный герой, бандит по кличке Кобзарь, изобретает конвенцию для таких, как он. В ходе разборки будут не убивать из настоящего оружия, а стрелять шариками от пэйнтбола. Поражённый бандит должен уйти от дел и спокойно коротать остаток дней на фешенебельном курорте. Такая неплохая участь постигает и самого героя.
Но потом находится новый бандит-избавитель, он приходит на последующую разборку уже с настоящим старым ППШ. На этом писатель и читатели расстаются с героями.

## Особенности
В современном художественном тексте англицизм функционирует и выполняет функцию реализатора конкретной информации (содержательно-фактуальной, содержательноконцептуальной, содержательно-подтекстной), то есть раскрывает «соотношение смыслов и сообщений, дающее новый аспект явлений, факта, события». Исследователи отмечают, что в рассказе содержится содержательно-фактуальная информация, в аспекте соотношения понятий «категория информативности» и «англицизм».
По мнению Богдановой Ольги Владимировны, доктора филологических наук, ведущего научного сотрудника института филологических исследований в рассказе сочетаются мистифицирующая веселая история о преступных группировках Москвы и интеллектуальные размышления о Жане-Поле Сартре в частности и зарубежной литературе в целом.
В рассказе под именем персонажа Бисинский выведен писатель, критик и литературовед Павел Басинский. Также он встречается в романе «Generation „П“».
Рассказ среди творчества Пелевина можно отнести к «релаксивным» произведениям, то есть легким и развлекательным на фоне тяжелых философских произведений автора.